# 貢氏彩菱鰈
貢氏彩菱鰈，為輻鰭魚綱鰈形目鰈亞目菱鰈科的其中一種，分布於西南太平洋的紐西蘭海域，棲息深度27-49公尺，體長可達90公分，為底棲性魚類，生活在沙底質的淺灘及河口區，屬肉食性，生活習性不明，可做為食用魚及遊釣魚。